# Guillermo Martínez (piłkarz)
Guillermo „Memote” Martínez Ayala (ur. 15 marca 1995 w Celayi) – meksykański piłkarz występujący na pozycji napastnika, reprezentant Meksyku, od 2024 roku zawodnik Pumas UNAM.